# Findlater Castle
Findlater Castle ist eine Burgruine in Aberdeenshire nahe dem schottischen Dorf Sandend zwischen den Ortschaften Cullen und Portsoy. Die heute noch sichtbaren Überreste der einstigen Festung datieren zurück auf einen Wiederaufbau im Jahr 1455.

## Geografie
Die Burgruine liegt an der Nordküste Aberdeenshires am Moray Firth auf einem etwa 15 m hohen Kliff, das von einer steilwandigen Kliffküste umgeben ist, die stellenweise bis zu 27 m hoch aufragt. Das etwas vorgezogene Kliff ist über eine steile, unregelmäßig geformte Landbrücke zu betreten, die an zwei Stellen unterbrochen ist. Diese Lücken wurden früher von einer Brücke überwunden. Wegen dieses schwierigen Zugangs konnte die Festung einzig zu Fuß betreten werden. Auf dem Festland gab es daher noch einen zugehörigen Vorplatz.
Das Hauptgebäude der Festung wurde in die Westseite des Felsens gebaut, derart dass die Hauptebene mit der Oberseite des Felsen abschließt. Die Gemäuer dieser Ebene sind mittlerweile jedoch nahezu vollständig abgetragen. Darunter befinden sich zwei weitere Ebenen gewölbter Baustruktur, die noch teilweise erhalten ist.
Die Felsen ringsum bergen viel Quarz. Der Name der Festung „Findlater“ leitet sich von den altnordischen Worten fyn „weiß“ und leitr „Kliff“ ab.

## Geschichte
Die ältesten geschichtlich überlieferten Belege für die Existenz einer Burg reichen zurück bis in das Jahr 1246. König Alexander III. ließ sie dann in Erwartung einer Invasion des norwegischen Königs Haakon IV. um 1260 instand setzen. Die Festung fiel in die Hand der Wikinger und wurde eine Zeit lang von ihnen besetzt.
Die heutige Ruine stellt die Überreste der von Walter Ogilvy of Auchlevin im Jahr 1455 neu aufgebauten und umstrukturierten Festungsanlage dar. Die Erlaubnis zur Verstärkung und Befestigung des Bauwerkes hatte er von König Jakob II. erhalten. Um 1560 herum fielen Besitztümer der Familie Ogilvy an die Familie Gordon, wodurch eine bittere Fehde zwischen den beiden Familien ausgelöst wurde. Alexander Ogilvy enterbte seinen Sohn und zog statt seiner Sir John Gordon, den dritten Sohn des Earl of Huntly, vor.
Die Gordons rebellierten im Jahr 1562 gegen die Krone, Findlater Castle wurde gegen die Truppen Maria Stuarts gehalten. Allerdings war die Rebellion nur von kurzer Dauer: Am 28. Oktober 1562 wurden die Gordons in der Schlacht von Corrichie vernichtend geschlagen. George Gordon, 4. Earl of Huntly starb auf dem Schlachtfeld, Sir John wurde gefangen gesetzt und drei Tage später in Aberdeen im Beisein der Königin und ihres Halbbruders, des Earl of Moray, enthauptet.
Findlater Castle fiel zurück in den Besitz der Familie Ogilvy, wurde jedoch Mitte des 16. Jahrhunderts zugunsten einer neuen Residenz in Cullen aufgegeben. Seit 1969 ist die Anlage als Scheduled Monument klassifiziert und steht somit unter Denkmalschutz.

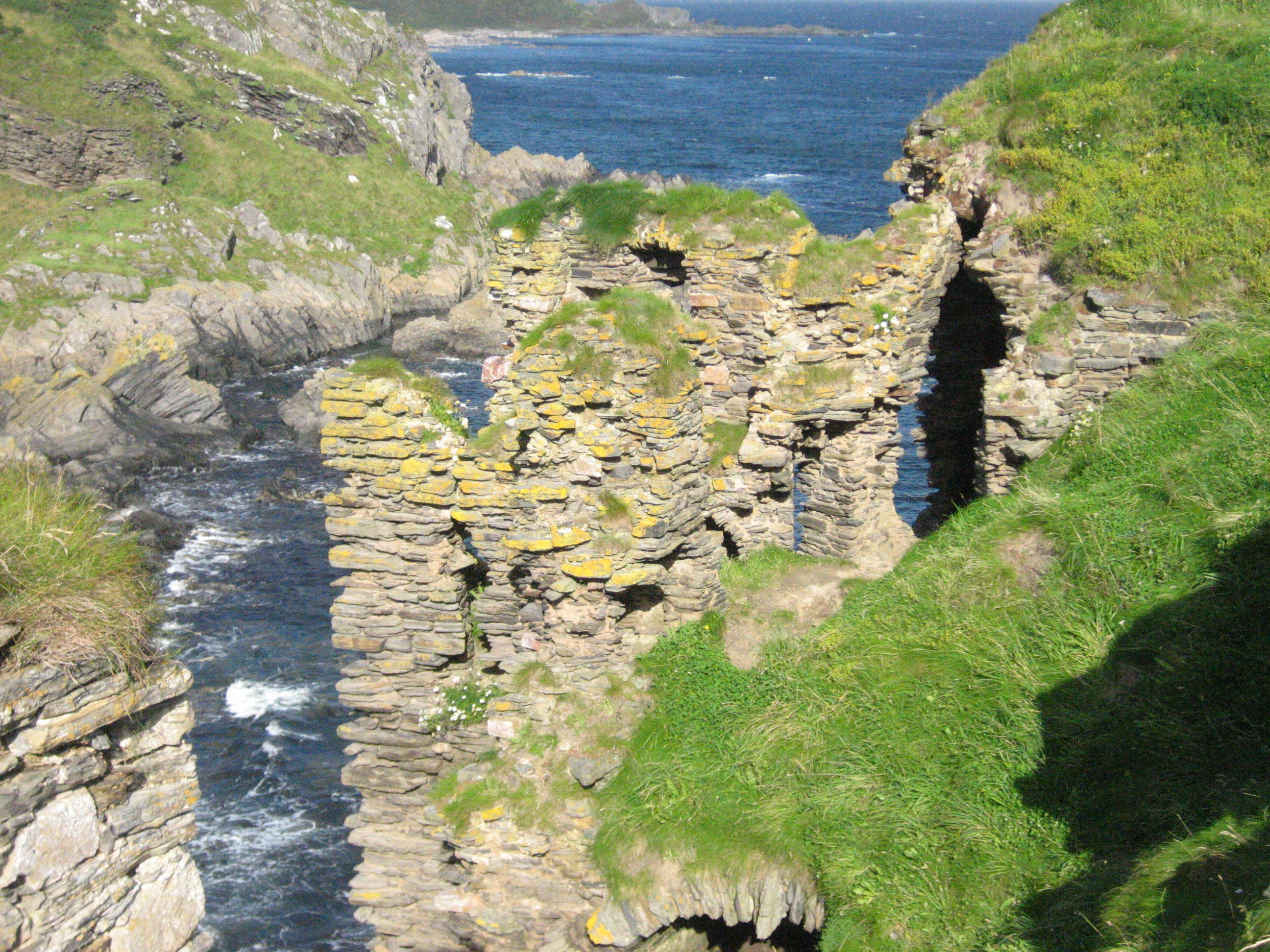
Überreste des einst massiven Mauerwerks an der Westseite des Kliffs
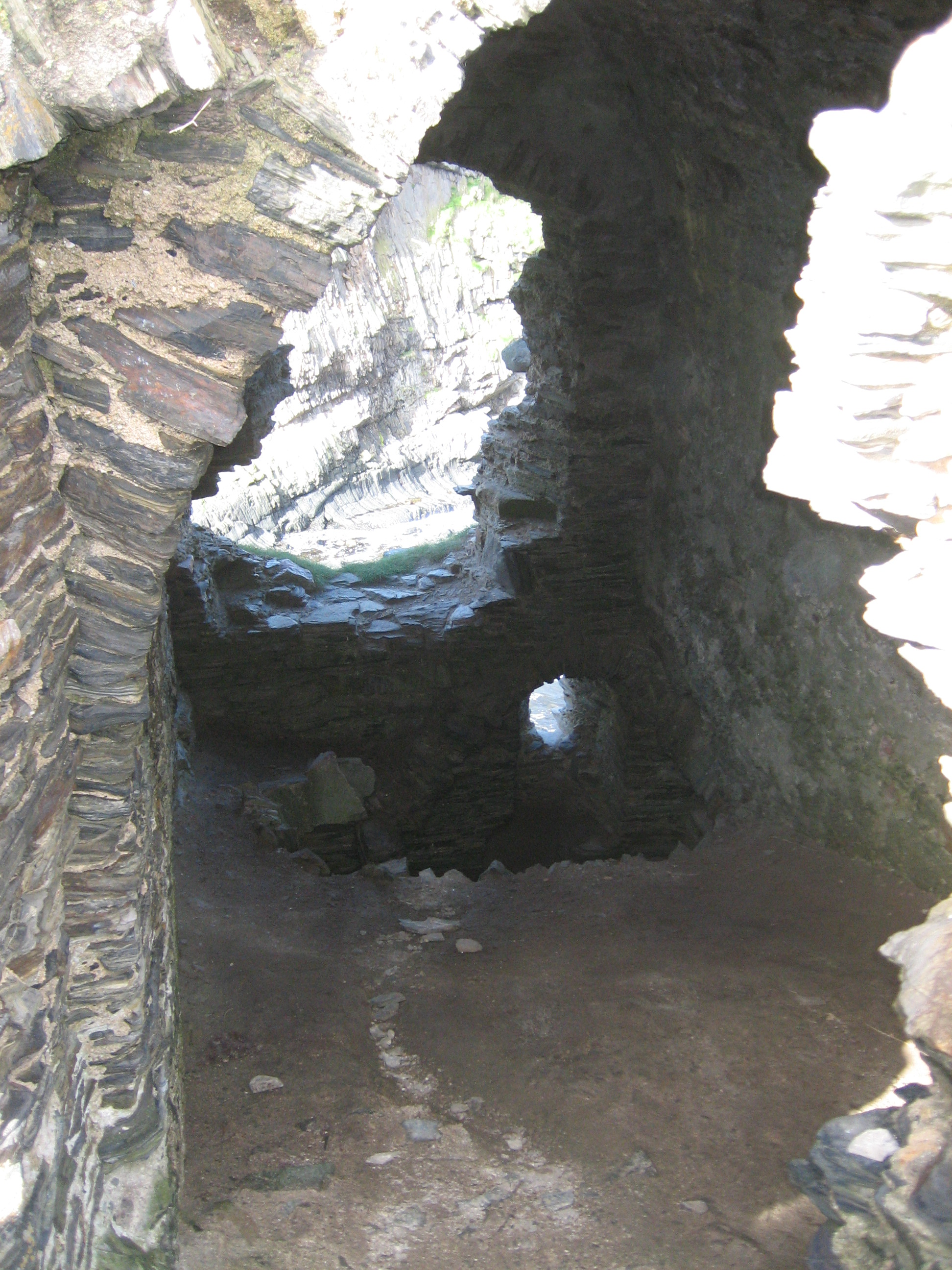
Blick ins Innere der erhaltenen Gewölbe

## Quelle
- Vor Ort ausgestellte Schautafel mit kurzem historischen Überblick